# Choreutis metallica
Choreutis metallica là một loài bướm đêm thuộc họ Choreutidae. Nó được tìm thấy ở Queensland.
Sải cánh dài khoảng 5 mm. Con lớn có đôi cánh trước với một mẫu của màu nâu, và một đường quanh co uốn lượn bạc qua chúng. Các cánh sau màu nâu.